# Sietas Typ 175
Der Typ 175 ist ein StoRo-Schiffstyp der Sietas-Werft in Hamburg-Neuenfelde, von dem im Jahr 2007 mit der Misana und der Misida zwei Einheiten abgeliefert wurden. Die Schiffe sind zum Transport von Papier, palettierter Fracht, Trailern und Containern ausgelegt.

## Geschichte
Die finnische Reederei Godby Shipping Ab orderte die beiden Schiffe am 24. Februar 2005 über ihre firmeneigenen Eignergesellschaften Oy Trailer-Link Ab und Oy Minicarriers Ab, um sie langfristig an das finnische Unternehmen UPM-Kymmene zu verchartern. Die Fertigung der Sektionen für die zwei Neubauten begann am 20. Dezember 2005. Die Kiellegung des Typschiffs fand am 14. Mai 2007 statt. Der erste Neubau schwamm am 11. August 2007 auf. Er wurde am 19. Oktober von der Werft abgeliefert und am 22. Oktober 2007 in Helsinki auf den Namen Misana getauft. Das Aufschwimmen des Schwesterschiffs Misida erfolgte am 27. Oktober 2007. Es wurde am 7. Dezember auf der Sietas-Werft getauft und am 21. Dezember 2007 an Godby Shipping abgeliefert. Beide Schiffe kamen während der achtjährigen Anfangscharter für UPM-Kymmene Seaways zunächst zwischen Finnland und Spanien zum Einsatz, wobei sie ausgehend von Hamina planmäßig Rauma, Santander und Ferrol anliefen.
Im Jahr 2013 wurden die zwei Schiffe vom Unternehmen UPM-Kymmene an die Reederei Finnlines unterverchartert, die sie für die Restdauer des UPM-Chartervertrags bis zum Jahresende 2015 einsetzte. Ab Anfang 2016 kamen die Misana und die Misida für Stena Line zum Einsatz, zunächst zwischen Rotterdam (Niederlande) und Killingholme (Großbritannien). Von Januar 2018 bis Anfang 2020 fuhren sie für Stena Line zwischen Rotterdam und Harwich (Großbritannien). Die Misida konnte Godby Shipping anschließend bis zum 9. April 2020 an die tunesische Reederei Compagnie Tunisienne de Navigation verchartern. Seit August bzw. November 2020 fahren beide Schiffe für die norwegische Reederei Sea-Cargo im Liniendienst zwischen verschiedenen norwegischen Häfen und Rotterdam. Im August 2021 konnte Godby Shipping die Charterverträge mit Sea-Cargo bis ins Jahr 2026 verlängern.

## Technik

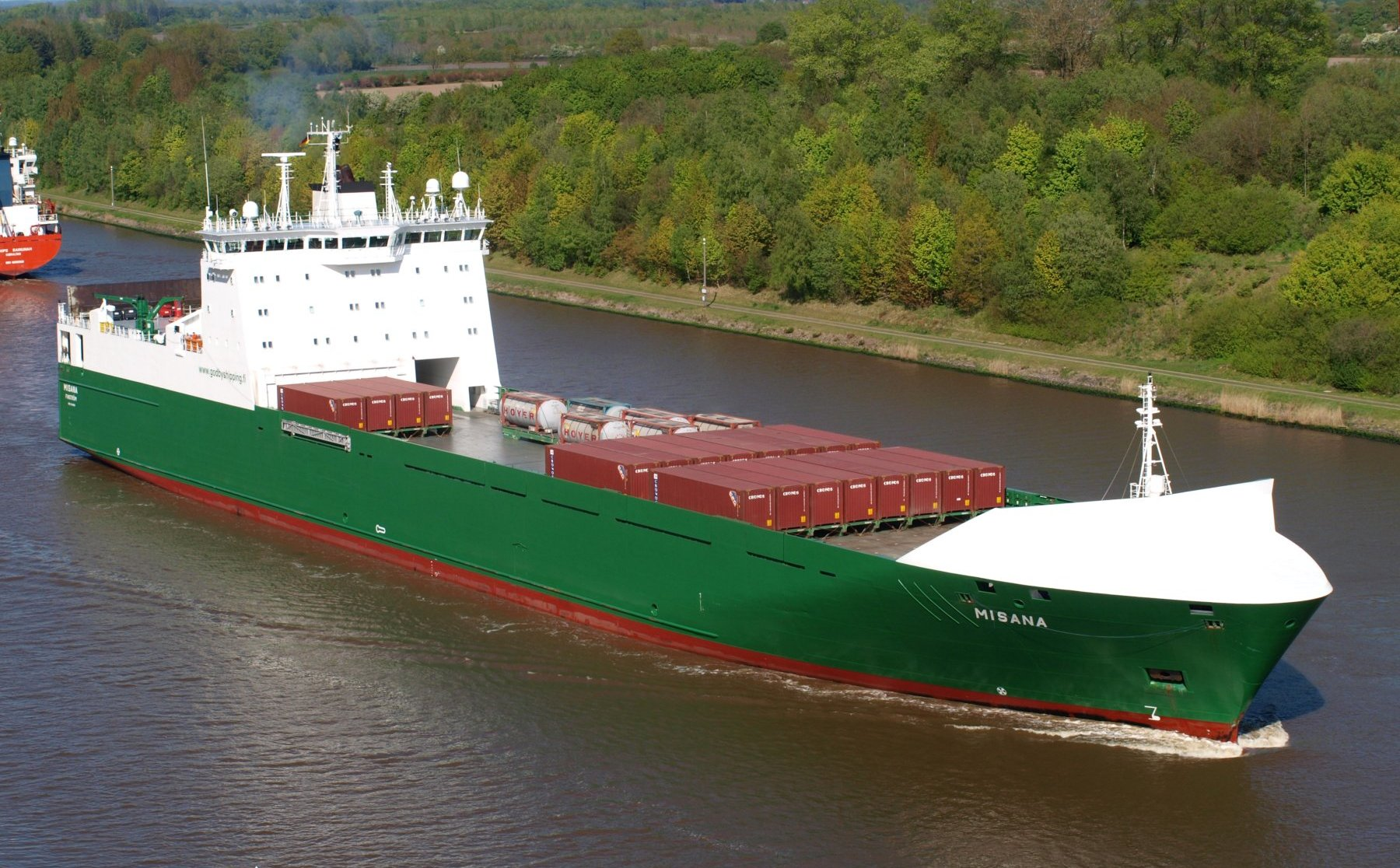
Die Misana im Nord-Ostsee-Kanal

Die Sietas-Werft entwickelte den Typ 175 nach Vorgaben der Reederei Godby Shipping und des Unternehmens UPM-Kymmene. Die zwei Schiffe waren ursprünglich mit einer Tragfähigkeit von 9500 dwt, 1900 Spurmeter und einer Kapazität von 420 TEU in Auftrag gegeben worden. Kurz darauf zeichnete sich ab, dass die Nachfrage auf der geplanten Einsatzroute künftig steigen würde, so dass man den Schiffsentwurf im Jahr 2006 modifizierte und ihn um 12,60 m verlängerte. Der überarbeitete Typ 175 hat eine Gesamtlänge von 165,75 m (155,40 m Lpp) und eine Breite von 23,40 m. Die Höhe vom Kiel bis zum Oberdeck beträgt 14,80 m, der maximale Tiefgang 7,26 m. Bei Ablieferung wurden die zwei Schiffe mit 15.586 BRZ und 11.407 dwt vermessen. Sie besitzen die Eisklasse E4.
Über die 21,00 m breite Heckrampe kann das 145,60 m lange Hauptdeck beladen werden, von dem aus eine befahrbare Rampe in den 92,40 m langen unteren Laderaum führt. Das 5,00 m hohe Hauptdeck hat eine Fläche von 2554 m² und verfügt über 820 Spurmeter. Der untere Laderaum ist ebenfalls 5,00 m hoch und besitzt eine Fläche von 1516 m² mit 476 Spurmetern. Er ist primär zur Stauung von Papier vorgesehen. Das 2610 m² große Oberdeck mit 859 Spurmetern ist über eine Rampe vom Hauptdeck aus befahrbar. Der heckseitige Bereich des Oberdecks wird vom Deckshaus überdacht und als „Garage“ bezeichnet. Dieser rund 40,00 m lange, 13,75 m breite und 4,60 m hohe Laderaum kann mit einem hydraulischen Tor verschlossen werden. Der untere Laderaum, das Hauptdeck und die „Garage“ haben einen Rauminhalt von zusammen 22.900 m³. Sie sind mit Lufttrocknungsanlagen ausgerüstet. 
Der Typ 175 besitzt eine Containerkapazität von 484 TEU beziehungsweise 242 FEU. Er ist ebenso zum Transport von Containern mit Sondermaßen (30- und 45-Fuß), Binnencontainern und Gefahrgutcontainern geeignet. Auf dem Hauptdeck und dem Oberdeck befinden sich Anschlüsse für insgesamt 48 Kühlcontainer beziehungsweise Kühltrailer. Zur Mitnahme von Fernfahrern sind die Schiffe mit sechs Doppelkabinen ausgerüstet, die im hinteren Bereich des Deckshauses liegen.
Der Typ 175 wird von zwei Sechszylinder-Viertakt-Dieselmotoren des Typs Wärtsilä 6L46F angetrieben, die zusammen 15.000 kW (20.394 PS) leisten und auf einen Verstellpropeller wirken. Die Höchstgeschwindigkeit beträgt 20 Knoten. Die Schiffe sind mit Gaswäschern, Flossenstabilisatoren und einem Antikrängungssystem ausgerüstet, welches das Füllen und Leeren der Ballasttanks steuert. Für An- und Ablegemanöver stehen ein elektrisch angetriebenes Bugstrahlruder mit 1100 kW Leistung sowie ein elektrisch angetriebenes Heckstrahlruder mit 600 kW Leistung zur Verfügung. Zur Stromerzeugung befinden sich drei Dieselgeneratoren und ein Wellengenerator an Bord.

## Die Schiffe
| Sietas Typ 175 | Sietas Typ 175 | Sietas Typ 175 | Sietas Typ 175                    | Sietas Typ 175               | Sietas Typ 175             |
| Bauname        | Bau- nummer    | IMO- Nummer    | Kiellegung Stapellauf Ablieferung | Auftraggeber                 | Umbenennungen und Verbleib |
| -------------- | -------------- | -------------- | --------------------------------- | ---------------------------- | -------------------------- |
| Misana         | 1281           | 9348936        | 14.05.2007 11.08.2007 19.10.2007  | Oy Trailer-Link Ab, Finström | so 2024 in Fahrt           |
| Misida         | 1282           | 9348948        | xx.07.2007 27.10.2007 21.12.2007  | Oy Minicarriers Ab, Brändö   | so 2024 in Fahrt           |